# ZAZ Tavria
Der ZAZ Tavria (ukrainisch Таврія, russisch Таврия, dt. „Taurien“) ist ein Kleinwagen des ukrainischen Automobilherstellers SAS. Die Produktion begann 1987. Der Tavria war das erste Fahrzeug des Herstellers mit wassergekühltem Frontmotor und Vorderradantrieb. Das Auto gab es als dreitüriges Schrägheck-Modell ZAZ-1102 Tavria, ab 1994 als fünftüriges Kombi-Modell ZAZ-1105 Dana und ab 1999 als verlängertes Fließheck-Modell ZAZ-1103 Slavuta. Parallel dazu gab es ab 1993 eine Nutzfahrzeugversion ZAZ-110550 Tavria Pick-Up als Pick-up und Kastenwagen. Die Fahrzeuge der Tavria-Baureihe verfügen über die 1,1- bis 1,3-Liter-Motoren mit 52 bis 67 PS.
Bei einem identischen Radstand aller Modelle von 2320 mm ist der Tavria 3708 mm lang, 1554 mm breit und 1410 mm hoch und wiegt 760 kg. Der Slavuta misst 3980 × 1578 × 1425 mm und wiegt 856 kg.
Zu Beginn der 1990er Jahre wurde der Tavria für kurze Zeit mit bescheidenem Erfolg über die Deutsche Lada Automobil GmbH in Deutschland angeboten.

## Modelle
- ZAZ-1102 Tavria, Basismodell, Kombilimousine, 3-türig (1987–1997)
- ZAZ-1102 Tavria Nova, modernisierte Version (1998–2007)
- ZAZ-1103 Slavuta, Kombilimousine, 5-türig (1999–2011)
- ZAZ-1105 Dana, Kombi, 5-türig (1994–1999)
- ZAZ-110550 Tavria Pick-Up, als Kastenwagen oder Pick-up (1993–2011)

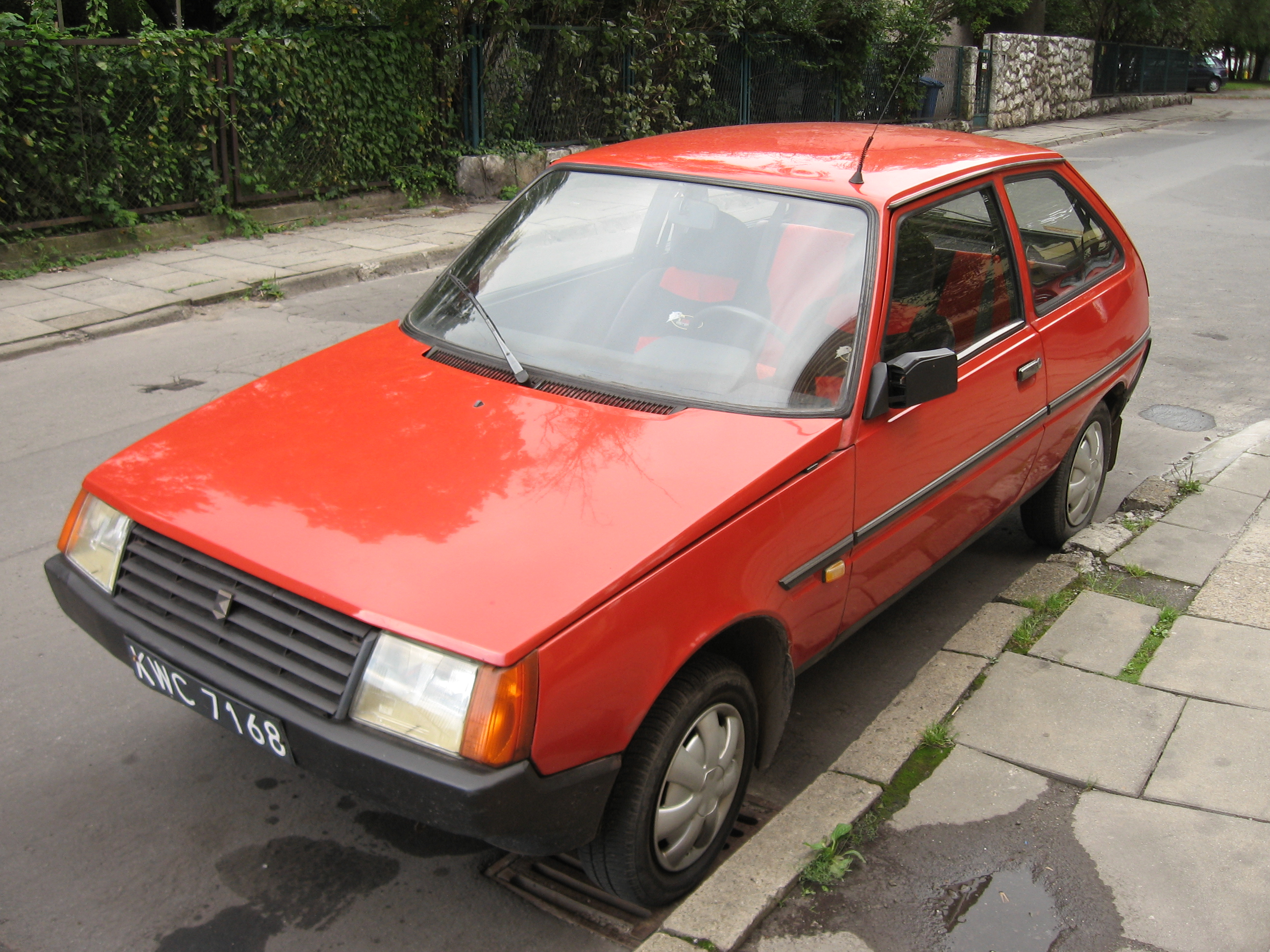
ZAZ-1102 Tavria (1987–1997)
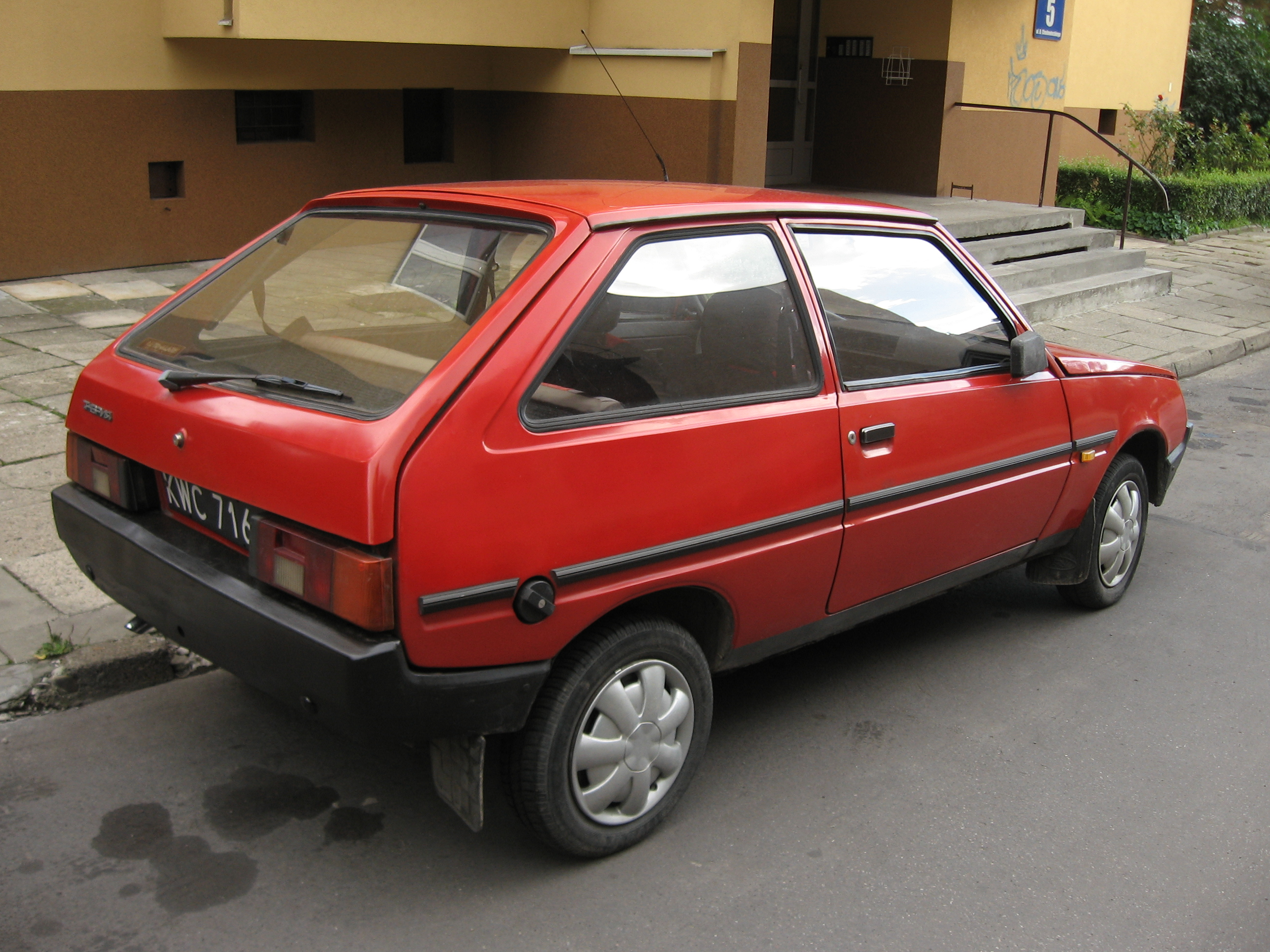
ZAZ-1102 Tavria (1987–1997)
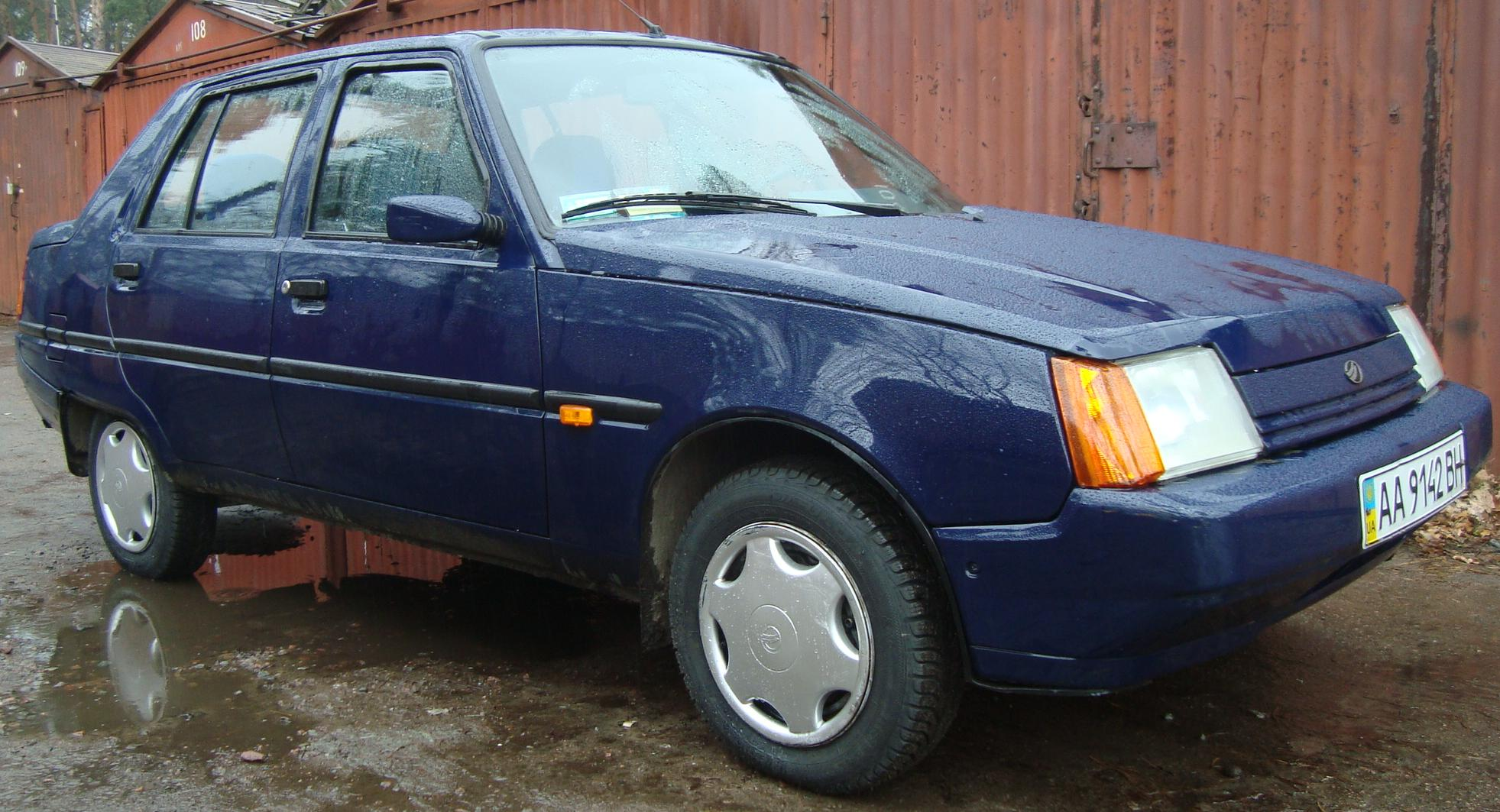
ZAZ-1103 Slavuta (1999–2011)
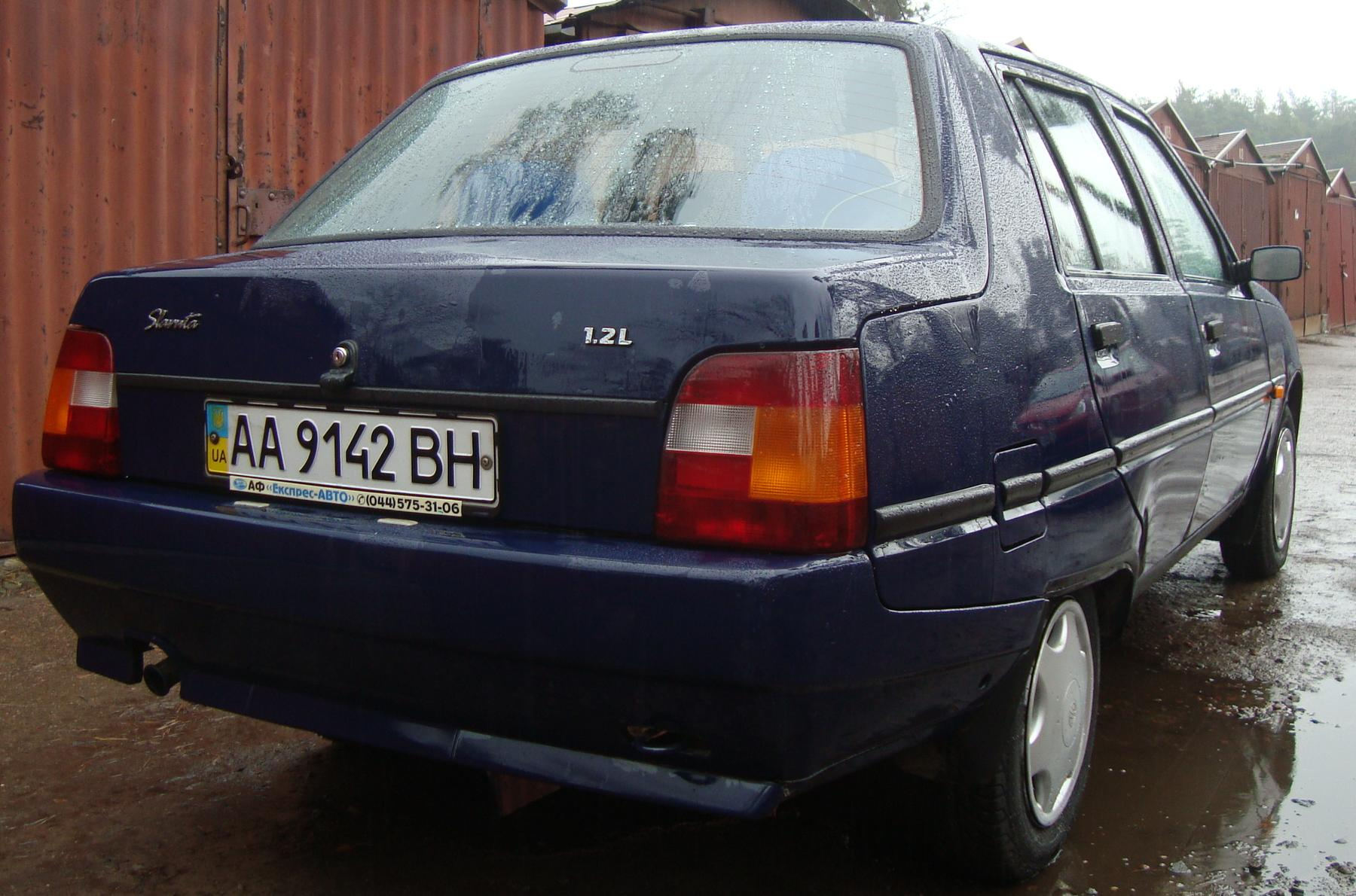
ZAZ-1103 Slavuta (1999–2011)
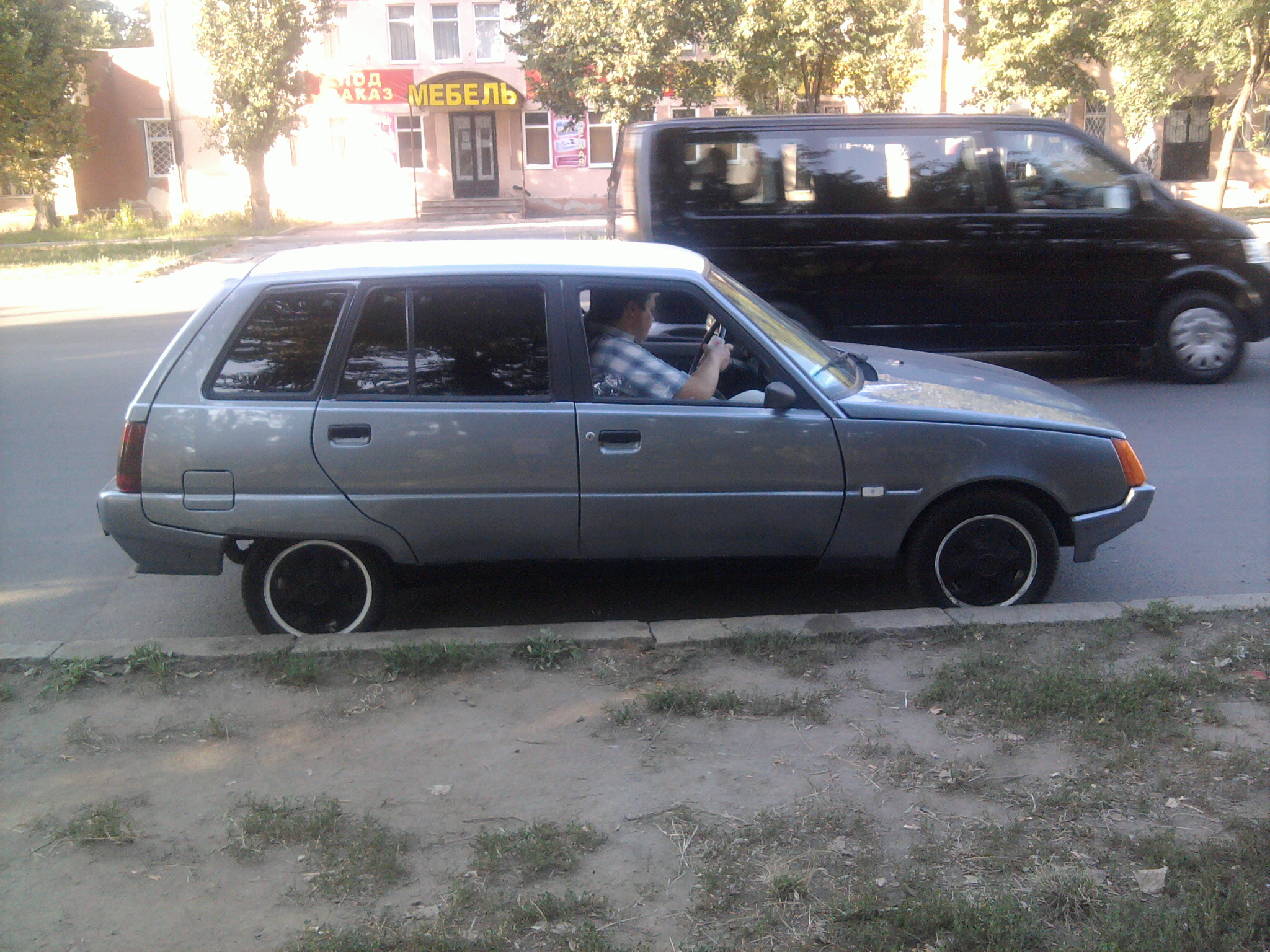
ZAZ-1105 Dana (1994–1999)
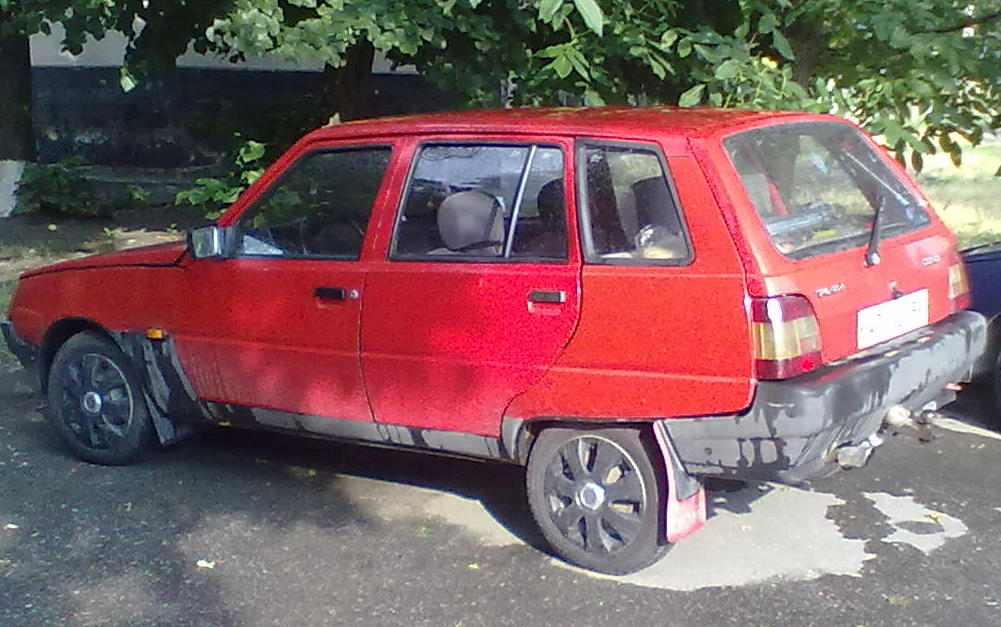
ZAZ-1105 Dana (1994–1999)
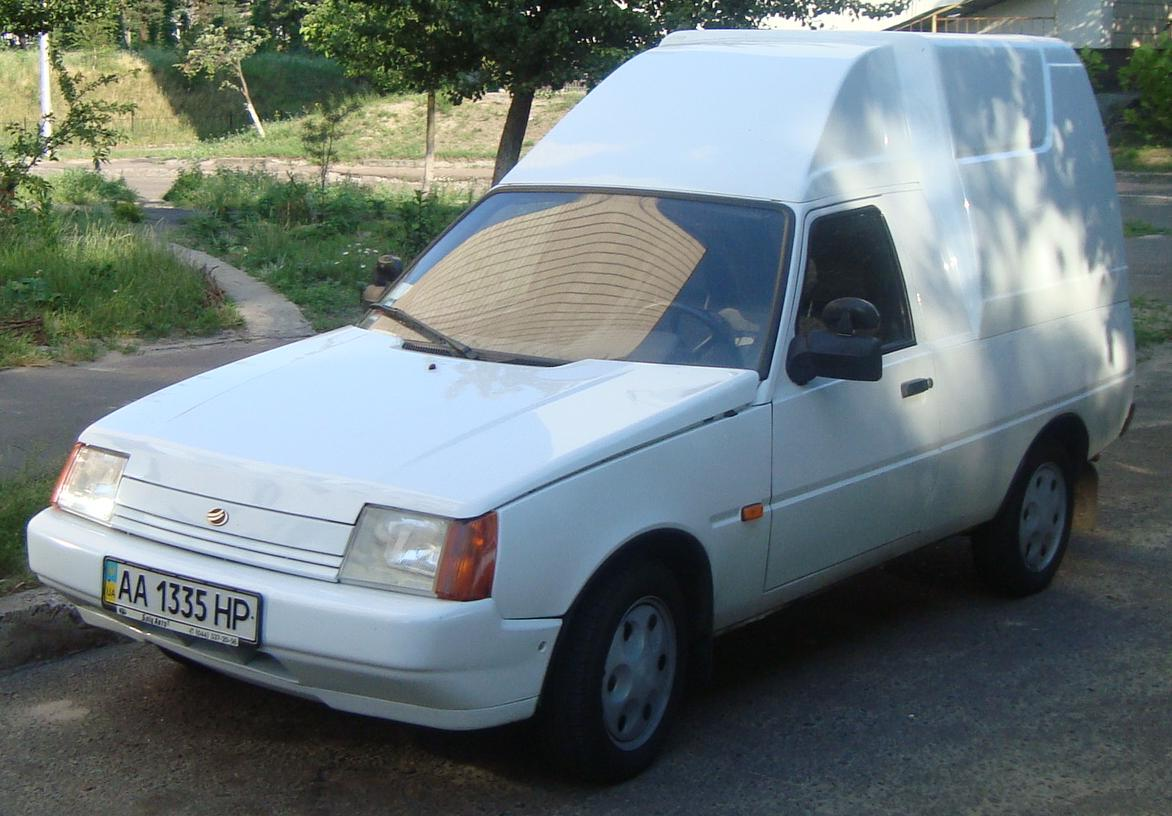
ZAZ-110550 Tavria Pick-Up, Kastenwagen
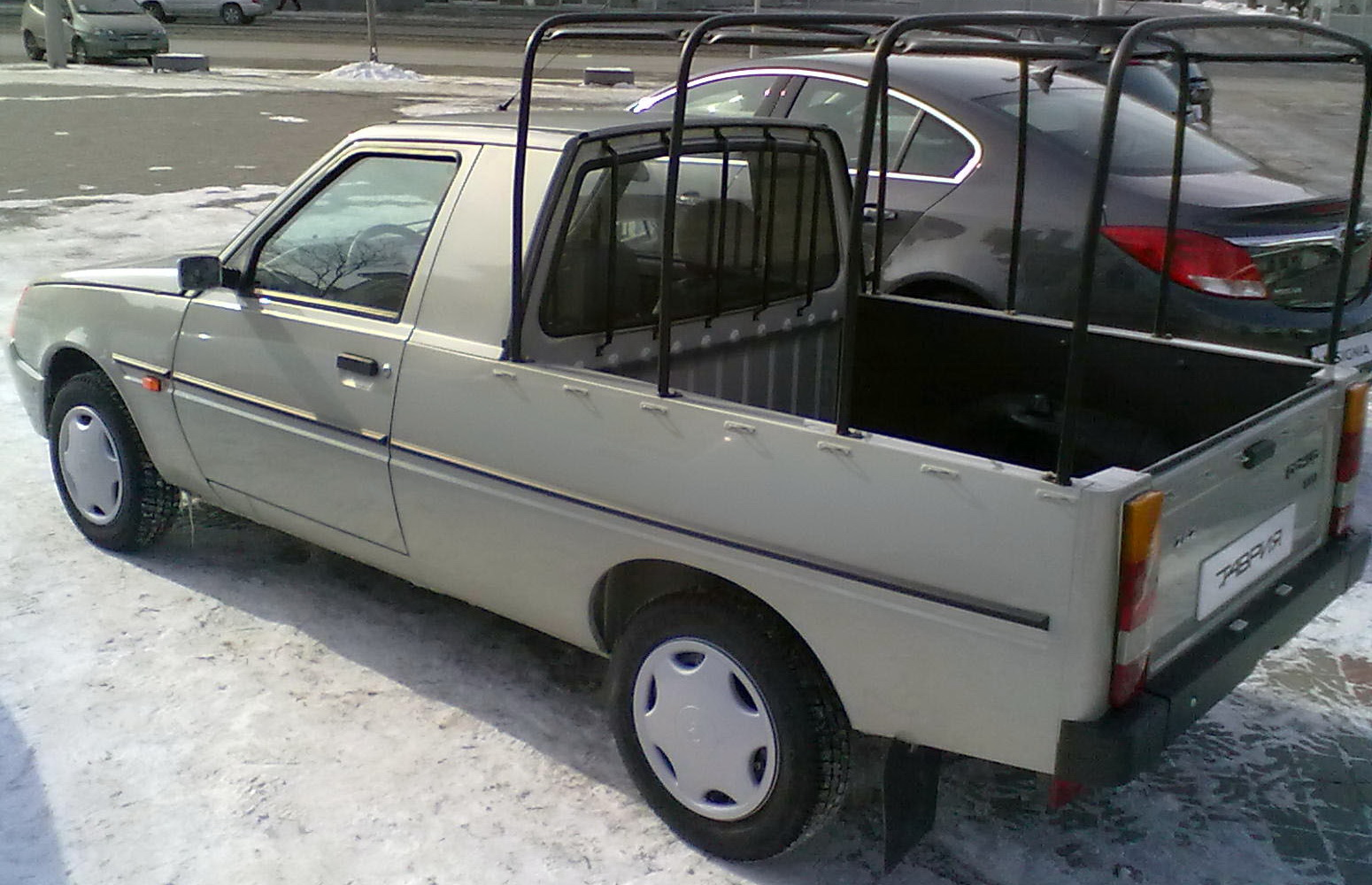
ZAZ-110550 Tavria Pick-Up